# Cloruro
Los cloruros son aniones derivados del cloruro de hidrógeno y son compuestos que llevan un átomo de cloro en estado de oxidación formal -1. Por lo tanto corresponden al estado de oxidación más bajo de este elemento ya que tiene completada la capa de valencia con ocho electrones.

## Los cloruros inorgánicos

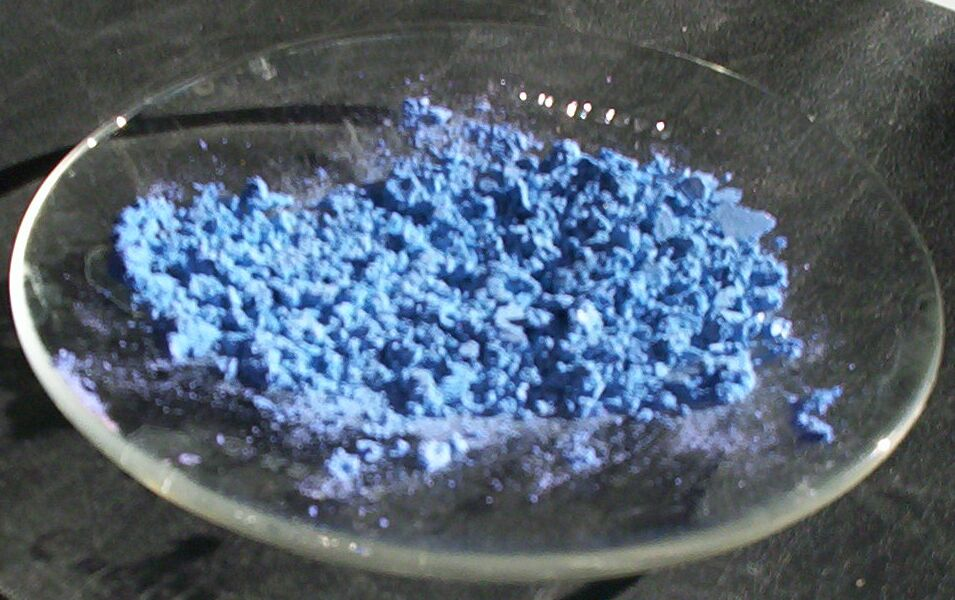
Sal anhidra de cloruro de cobalto (II).

Anión Cloruro

### Características generales
Los cloruros inorgánicos contienen el anión Cl− y por lo tanto son sales del ácido clorhídrico (HCl). Se suele tratar de sustancias sólidas incoloras con elevado punto de fusión.
En algunos casos el enlace con el metal puede tener cierto carácter covalente. Esto se nota por ejemplo en el cloruro de mercurio (II) (HgCl2) que sublima a temperaturas bastante bajas. Por esto se conocía esta sal antiguamente con el nombre de "sublimato".
El cloruro de hierro (III) (FeCl3) igualmente muestra cierto carácter covalente. Así puede ser extraído de una disolución con elevada concentración de cloruro con éter y sin presencia de agua de cristalización sublima a elevadas temperaturas.
La mayor parte de los cloruros con excepción principalmente del cloruro de mercurio (I) (Hg2Cl2), el cloruro de plata (AgCl) y el cloruro de talio (I) (TlCl) son bastante solubles en agua.
En presencia de oxidantes fuertes (permanganato, bismutato, agua oxigenada, hipoclorito, etc.) los cloruros pueden ser oxidados a cloro elemental. Esta oxidación se puede llevar también a cabo por electrólisis. De hecho la electrólisis del cloruro sódico en disolución es el método más empleado para obtener este elemento además de hidróxido de sodio.

### Síntesis
Los cloruros se pueden obtener por reacción de una base (óxido, hidróxido, carbonato, etc.) y ácido clorhídrico.
Algunos metales poco nobles reaccionan también directamente con el clorhídrico dando hidrógeno elemental y el cloruro correspondiente. La reacción con el zinc por ejemplo sería la siguiente:
Zn + 2 HCl -> ZnCl2 + H2
También es posible la reacción directamente de los elementos aunque en muchos casos es muy violenta.

### Presencia
El cloruro más conocido es la sal marina que está presente en el agua marina con una concentración del aproximadamente 3-3,5 %. Por lo tanto los océanos representan una fuente prácticamente inagotable de cloruro.

### Analítica
Los cloruros solubles precipitan de disolución ácida en presencia de nitrato de plata formando un sólido pálido de cloruro de plata. El precipitado se disuelve en amoníaco y vuelve a precipitar al acidular con ácido nítrico.

### Propiedades

#### Solubilidad en agua
Solubilidad de sales anhidras en agua a temperatura ambiente (20 a 25 °C) en g/100g H
2O (cloruros considerados: AlCl
3, SbCl
3, BaCl
2, BeCl
2, CdCl
2, CaCl
2, CsCl, CoCl
2, CuCl
2, AuCl
3, InCl
3, FeCl
3, LaCl
3, PbCl
2, LiCl, MgCl
2, MnCl
2, HgCl
2, NdCl
3, NiCl
2, PtCl
4, KCl, PrCl
3, RaCl
2, RbCl, SmCl
3, AgCl, NaCl, SrCl
2, TlCl, YCl
3, ZnCl
2)
| H       |         |        |         |        |    |         |         |         |         |            |         |          |         |        |    |    | He |
| Li 84,5 | Be 71,5 |        |         |        |    |         |         |         |         |            |         | B        | C       | N      | O  | F  | Ne |
| Na 36   | Mg 56   |        |         |        |    |         |         |         |         |            |         | Al 45,1  | Si      | P      | S  | Cl | Ar |
| K 35,5  | Ca 81,3 | Sc     | Ti      | V      | Cr | Mn 77,3 | Fe 91,2 | Co 56,2 | Ni 67,5 | Cu 75,7    | Zn 408  | Ga       | Ge      | As     | Se | Br | Kr |
| Rb 93,9 | Sr 54,7 | Y 75,1 | Zr      | Nb     | Mo | Tc      | Ru      | Rh      | Pd      | Ag 0,00019 | Cd 120  | In 195,1 | Sn      | Sb 987 | Te | I  | Xe |
| Cs 191  | Ba 37   | *      | Hf      | Ta     | W  | Re      | Os      | Ir      | Pt 142  | Au 68      | Hg 7,31 | Tl 0,33  | Pb 1,08 | Bi     | Po | At | Rn |
| Fr      | Ra 24,5 | **     | Rf      | Db     | Sg | Bh      | Hs      | Mt      | Ds      | Rg         | Cn      | Nh       | Fl      | Mc     | Lv | Ts | Og |
| *       | La 95,7 | Ce     | Pr 96,1 | Nd 100 | Pm | Sm 93,8 | Eu      | Gd      | Tb      | Dy         | Ho      | Er       | Tm      | Yb     | Lu |    |    |
| **      | Ac      | Th     | Pa      | U      | Np | Pu      | Am      | Cm      | Bk      | Cf         | Es      | Fm       | Md      | No     | Lr |    |    |

### Densidad
Densidad de las sales en g.cm-3 (cloruros considerados: AcCl
3, AlCl
3, AmCl
3, SbCl
3, AsCl
3, BaCl
2, BeCl
2, BiCl
3, CdCl
2, CaCl
2, CeCl
3, CsCl, CrCl
3, CoCl
2, CuCl
2, ErCl
3, EuCl
2, GdCl
3, GaCl
3, GeCl
4, AuCl
3, HoCl
3, InCl
3, ICl
3, IrCl
3, FeCl
2, LaCl
3, PbCl
2, LiCl, LuCl
3, MgCl
2, MnCl
2, HgCl
2, MoCl
2, NdCl
3, NiCl
2, NbCl
5, NCl
3, PdCl
2, PCl
3, PtCl
2, PuCl
3, KCl, PrCl
3, RaCl
2, ReCl
3, RhCl
3, RbCl, RuCl
3, SmCl
3, ScCl
3, SeCl
4, AgCl, NaCl, SrCl
2, SCl
2, TaCl
5, TeCl
2, TbCl
3, TlCl, ThCl
4, SnCl
2, TiCl
2, WCl
6, UCl
3, VCl
2, YbCl
2, YCl
3, ZEmelyCl
2, ZrCl
2)
| H        |          |         |         |         |         |          |         |         |         |         |          |         |         |         |         |       | He |
| Li 2,07  | Be 1,9   |         |         |         |         |          |         |         |         |         |          | B       | C       | N 1,653 | O       | F     | Ne |
| Na 2,17  | Mg 2,325 |         |         |         |         |          |         |         |         |         |          | Al 2,48 | Si      | P 1,574 | S 1,62  | Cl    | Ar |
| K 1,988  | Ca 2,15  | Sc 2,4  | Ti 3,13 | V 3,23  | Cr 2,76 | Mn 2,977 | Fe 3,16 | Co 3,36 | Ni 3,51 | Cu 3,4  | Zn 2,907 | Ga 2,47 | Ge 1,88 | As 2,15 | Se 2,6  | Br    | Kr |
| Rb 2,76  | Sr 3,052 | Y 2,61  | Zr 3,16 | Nb 2,78 | Mo 3,71 | Tc       | Ru 3,1  | Rh 5,38 | Pd 4    | Ag 5,56 | Cd 4,08  | In 4    | Sn 3,9  | Sb 3,14 | Te 6,9  | I 3,2 | Xe |
| Cs 3,988 | Ba 3,9   | *       | Hf      | Ta 3,68 | W 3,52  | Re 4,81  | Os      | Ir 5,3  | Pt 6    | Au 4,7  | Hg 5,6   | Tl 7    | Pb 5,98 | Bi 4,75 | Po      | At    | Rn |
| Fr       | Ra 4,9   | **      | Rf      | Db      | Sg      | Bh       | Hs      | Mt      | Ds      | Rg      | Cn       | Nh      | Fl      | Mc      | Lv      | Ts    | Og |
| *        | La 3,84  | Ce 3,97 | Pr 4    | Nd 4,13 | Pm      | Sm 4,46  | Eu 4,9  | Gd 4,52 | Tb 4,35 | Dy      | Ho 3,7   | Er 4,1  | Tm      | Yb 5,27 | Lu 3,98 |       |    |
| **       | Ac 4,81  | Th 4,59 | Pa      | U 5,51  | Np      | Pu 5,71  | Am 5,87 | Cm      | Bk      | Cf      | Es       | Fm      | Md      | No      | Lr      |       |    |

## Los cloruros orgánicos

### Características generales
En los cloruros orgánicos el cloro está unido directamente a un átomo de carbono. El enlace es covalente aunque debido a la diferencia de electronegatividad entre los dos elementos está fuertemente polarizado. Por esta razón el cloro puede ser sustituido en muchos casos en reacciones de sustitución nucleofílica.
Los cloruros orgánicos son menos inflamables que los hidrocarburos correspondientes. A menudo también son más tóxicos. Algunos cloroalcanos como el diclorometano tienen importancia como disolventes. Insecticidas como el lindano o el DDT también son cloruros orgánicos. También se encuentran en este grupo los clorodibenzodioxinas que se han hecho famosos y temidos por el accidente de Séveso.

### Síntesis
Los cloruros de compuestos alifáticos se pueden obtener por reacción directa de la sustancia con cloro elemental. La reacción suele ser violenta y trascurrir por un mecanismo radicalario poco selectivo.
La selectividad se puede aumentar utilizando en vez de cloro elemental N-clorosucinimida.
Habitualmente es más recomendable la transformación de otro grupo funcional en cloruro. Así los grupos hidroxi pueden ser sustituidos por cloruro aplicando ácido clorhídrico (eventualmente en presencia de cloruro de zinc como catalizador), cloruro de tienilo, cloruro de fósforo etc.
También se pueden obtener por adición de cloro o ácido clorhídrico a enlaces múltiples de alquenos o alquinos. La adición de clorhídrico da principalmente el producto Markownikov (con el cloro unido al carbono más sustituido) en condiciones polares y el producto anti-Markownikov (con el cloruro sobre el carbono menos sustituido) en condiciones radicalárias.
Los cloruros aromáticos finalmente se suelen obtener por cloración directa en una reacción de sustitución electrofílica en presencia de un ácido de Lewis como catalizador.

### Analítica
A) Prueba de Beilstein:
Para determinar la presencia de cloruro en un compuesto orgánico se calienta un alambre de cobre en una llama azul de un mechero Bunsen hasta que no se note ninguna coloración marcada. Luego se pone en contacto con el compuesto orgánico y se introduce el compuesto con el alambre en la llama. Una coloración verde azulada indica la presencia de cloruro.
Contraindicaciones: Los demás haluros y algunas aminas pueden dar la misma reacción.
B) Transformación en cloruro inorgánico
Una pequeña muestra se calienta en un tubo de ensayo con una pequeña cantidad (pocos miligramos) de sodio metal (CUIDADO SE PUEDEN PRODUCIR REACCIONES EXPLOSIVAS) hasta que el tubo se queda al rojo vivo. Luego se vierte el tubo en un recipiente con agua, se acidula con ácido nítrico y se precipita el cloruro con nitrato de plata (AgNO3) realizando las demás pruebas como se ha descrito en el caso de los cloruros inorgánicos.

### Bioquímica
En la naturaleza existen pocos cloruros orgánicos. Por lo tanto los cloruros orgánicos suelen tener mala biodegradabilidad y permanecen durante años en el medio ambiente. Debido a su carácter hidrofóbico se acumulan en las grasas, especialmente en los últimos eslabones de la cadena alimenticia y pueden provocar allí problemas de salud, lo que hace que los cloruros sean muy importantes en la salud de las personas.

## Propiedades electrónicas del cloruro
Un ion cloruro (diámetro 167 pm) es mucho más grande que un átomo de cloro (diámetro 99 pm). La retención del átomo de cloro en la capa de valencia es más débil porque el anión cloruro tiene un electrón más que él. El ion es incoloro y diamagnético. En solución acuosa, es muy soluble en la mayoría de los casos; sin embargo, algunas sales de cloruro, como el cloruro de plata, el cloruro de plomo (II) y el cloruro de mercurio (I), son sólo ligeramente solubles en agua. En solución acuosa, el cloruro está unido por el extremo prótico de las moléculas de agua.

## Reacciones del cloruro
El cloruro se puede oxidar pero no reducir. La primera oxidación, empleada en el proceso cloro-álcali, es la conversión a cloro gaseoso. El cloro se puede oxidar aún más a otros óxidos y oxianiones, incluido el hipoclorito (ClO−, el ingrediente activo de la legía), el dióxido de cloro (ClO2), el clorato (ClO−
3) y el perclorato (ClO−
4).
En términos de sus propiedades ácido-base, el cloruro es una base débil, como lo indica el valor negativo del pKa  del ácido clorhídrico. El cloruro puede ser protonado por ácidos fuertes, como el ácido sulfúrico:
NaCl + H2SO4 → NaHSO4 + HCl
Reacción de sales de cloruro iónico con otras sales para intercambiar aniones. La presencia de iones de haluro como el cloruro se puede detectar utilizando nitrato de plata. Una solución que contenga iones cloruro producirá un precipitado blanco de cloruro de plata:
Cl− + Ag+ → AgCl
La concentración de cloruro en un ensayo se puede determinar usando un cloridómetro, que detecta iones de plata una vez que todo el cloruro en el ensayo ha precipitado mediante esta reacción.
Los electrodos de plata clorada se utilizan comúnmente en electrofisiología ex vivo.

## Otros oxianiones
El cloro puede asumir estados de oxidación de −1, +1, +3, +5 o +7. También se conocen varios óxidos de cloro neutros.
| Estado de oxidación del cloro | −1               | +1                   | +3               | +5               | +7                  |
| Nombre                        | cloruro          | hipoclorito          | clorito          | clorato          | perclorato          |
| Fórmula                       | Cl−              | ClO−                 | ClO− 2           | ClO− 3           | ClO− 4              |
| Estructura                    | The chloride ion | The hypochlorite ion | The chlorite ion | The chlorate ion | The perchlorate ion |

## Presencia en la naturaleza
En la naturaleza, el cloruro se encuentra principalmente en el agua de mar, que tiene una concentración de iones cloruro de 19400 mg/litro. En ciertos mares interiores y en pozos subterráneos de salmuera, como el Gran Lago Salado en Utah (EE. UU.) y el Mar Muerto en Israel y Jordania, se encuentran cantidades menores, aunque en concentraciones más altas. La mayoría de las sales de cloruro son solubles en agua, por lo que los minerales que contienen cloruro generalmente solo se encuentran en abundancia en climas secos o en las profundidades del subsuelo. Algunos minerales que contienen cloruro incluyen halita (cloruro de sodio NaCl), silvita (cloruro de potasio KCl), bischofita (MgCl2∙6H2O), carnalita (KCl∙MgCl2∙6H2O) y kainita (KCl∙MgSO4∙3H2O). También se encuentra en minerales evaporíticos como la clorapatita y la sodalita.

### Papel en biología
El cloruro tiene una importancia fisiológica importante, que incluye la regulación de la presión osmótica, el equilibrio electrolítico y la homeostasis ácido-base. El cloruro está presente en todos los fluidos corporales y es el anión extracelular más abundante que representa alrededor de un tercio de la tonicidad del líquido extracelular.
El cloruro es un electrolito esencial que desempeña un papel clave en el mantenimiento de la homeostasis celular y la transmisión de potenciales de acción en las neuronas. Puede fluir a través de canales de cloruro (incluido el receptor GABAA) y es transportado por transportadores KCC2 y NKCC2.
El cloruro suele estar (aunque no siempre) en una concentración extracelular más alta, lo que hace que tenga un potencial de reversión negativo (alrededor de −61 mV a 37 °C en una célula de mamífero). Las concentraciones características de cloruro en organismos modelo son: tanto en E. coli como en levaduras brotando son de 10 a 200 mM (dependiendo del medio), en células de mamíferos de 5 a 100 mM y en el plasma sanguíneo de 100 mM.
La concentración de cloruro en la sangre se llama cloruro sérico y esta concentración está regulada por los riñones. Un ion cloruro es un componente estructural de algunas proteínas; por ejemplo, está presente en la enzima amilasa. Para estas funciones, el cloruro es uno de los minerales dietéticos esenciales (enumerados por su nombre de elemento cloro). Los niveles de cloruro sérico están regulados principalmente por los riñones a través de una variedad de transportadores que están presentes a lo largo de la nefrona. La mayor parte del cloruro, que es filtrado por el glomérulo, es reabsorbido por los túbulos proximales y distales (principalmente por el túbulo proximal) mediante transporte activo y pasivo.

### Corrosión

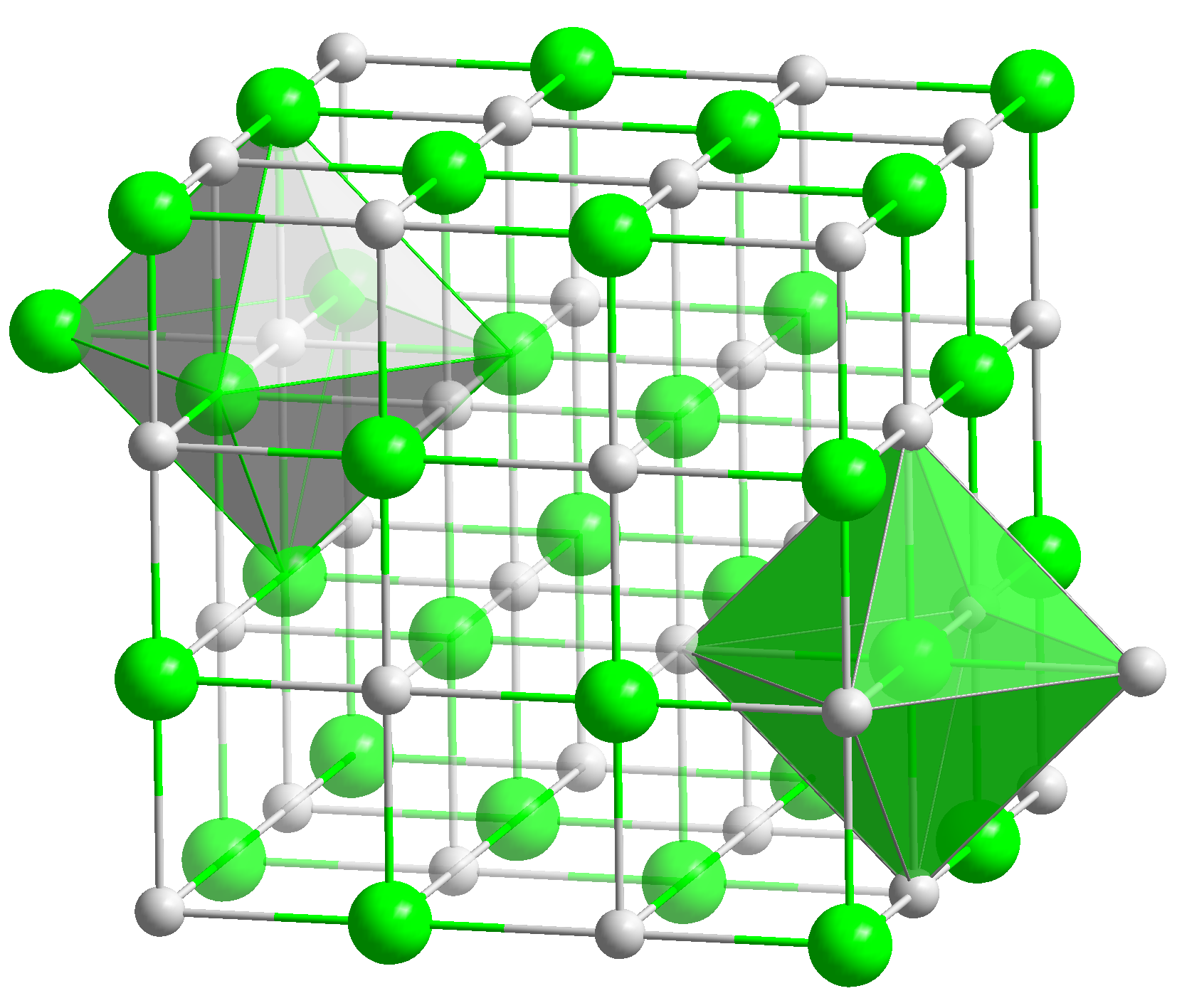
La estructura del cloruro de sodio, que revela la tendencia de los iones cloruro (esferas verdes) a unirse a varios cationes.

La presencia de cloruros, como en el agua de mar, empeora significativamente las condiciones de corrosión mediante picadura de la mayoría de los metales (incluidos los aceros inoxidables, el aluminio y los materiales de alta aleación). La corrosión del acero en el hormigón inducida por cloruros provoca una degradación local de la forma de óxido protector en el hormigón alcalino, de modo que se produce un posterior ataque de corrosión localizada.

### Amenazas ambientales
El aumento de las concentraciones de cloruro puede provocar una serie de efectos ecológicos tanto en el medio acuático como en el terrestre. Puede contribuir a la acidificación de los arroyos, movilizar metales radiactivos del suelo mediante intercambio iónico, afectar la mortalidad y reproducción de plantas y animales acuáticos, promover la invasión de organismos de agua salada en ambientes que antes eran de agua dulce e interferir con la mezcla natural de los lagos. También se ha demostrado que el cloruro de sodio cambia la composición de las especies microbianas en concentraciones relativamente bajas. También puede obstaculizar el proceso de desnitrificación, un proceso microbiano esencial para la eliminación de nitratos y la conservación de la calidad del agua, e inhibir la nitrificación y la respiración de la materia orgánica.